# Regimentul 14 Infanterie (1918-1920)
Regimentul 14 Infanterie a fost o mare unitate de infanterie, de nivel tactic, din Armata României, care a participat la acțiunile militare postbelice, din perioada 1918-1920. Regimentul a făcut parte din compunerea de luptă a Brigăzii 14 Infanterie, comandată de colonelul Ioan Constantin, împreună cu Regimentul 16 Infanterie. :p. 316

## Compunerea de luptă
În perioada campaniei din 1919, regimentul a avut următoarea compunere de luptă::p. 333
- Regimentul 82 Infanterie

- Batalionul 1 - comandant: maior Anastasiu

- Compania 1 - comandant: locotenent Copăceanu N.
- Compania 2 - comandant: locotenent Popovici I.
- Compania 3 - comandant: locotenent Gheorghiu D.I.
- Compania Mitr. - comandant: căpitan Relic Abdul Kadâr.

- Batalionul 2 - comandant: maior Macri N

- Compania 5 - comandant: căpitanLuca C.
- Compania 6 - comandant: căpitan Năsturaș C.
- Compania 7 - comandant: locotent Frunzeti Gh.

- Batalionul 3 - comandant: maior Clement

### Campania anului 1919
În cadrul acțiunilor militare postbelice,  Regimentul 14 Infanterie a participat la acțiunile militare în dispozitivul de luptă al Brigadei 14 Infanterie, participând la Operația ofensivă la vest de Tisa. Regimentul 14 Infanterie, încoporat în Divizia 7 Infanterie intră în luptă odată cu transportarea Diviziei 14 Infanterie în Transilvania, acțiune realizată pentru a sprijini ofensiva la vest de Tisa..:p. 316. La data de 14 ianuarie Regimentul 14 Infanterie elibereaza Baia Mare și pornește în marș spre Sighet. În timpul marșului se prezintă o delegație, vorbind în numele „Comandamentului gărzii ucrainene" din Sighet și îl avertizează pe comandantul detașamentului român că Sighetul este ocupat de ucraineni și deci, românii să se oprească pe loc rămânând ca o comisie mixtă să stabilească linia de demarcație pe temeiul dreptului naționalităților. Comandantul român nu a ținut seama de avertismente și a continuat înaintarea. La Vădu, 4 km distanță de Sighet, parlamentarii români, trimiși ca să someze pe așa-numiți gardiști ucraineni să evacueze regiunea , au fost înșă primiți cu focuri de armă. În acest moment trupele române i-au atacat pe urcainiei. Un detașament condus de căpitanul Luca, cade în noapte de 16-17 ianuarie în spatele linilor inamice, mult superioare și care ocupau Vădu. Alungați de pe poziți, trupele ucrainene încearcă să se retragă spre nord, spre Sighet, trupele române continuând urmărirea, în acest moment detașamentul căpitanului Luca reușește să taie retragere a trupelor ucrainene la Sighet , unde acestea suferind mari pierderi, sunt nevoite să se împrăștie. La 18 ianuarie Sighetul și zona înconjurătoare este complet curățată de trupele ucrainene și controlată de trupele române.:p. 416

## Comandanți
- Locotenet-colonel Gheorghe Th.